# Mildenfurth
Mildenfurth ist ein Ortsteil der Stadt Berga-Wünschendorf im Landkreis Greiz in Thüringen.

## Geografie
Der Ort und das gleichnamige Kloster Mildenfurth liegen am Fluss Weida kurz vor der Mündung in die Weiße Elster in der fruchtbaren und kupierten Aue. Durch den Ort führt die Landesstraße 2330 und mündet auf die Bundesstraße 92 mit Anschluss an die Bundesstraße 175. Somit ist der Ort verkehrsmäßig gut bedient.

## Geschichte
Am 8. September 1193 wurde der Ort genau wie das Kloster erstmals urkundlich erwähnt. Die Mildenfurther Klostermühle wurde 1260 erstmals urkundlich genannt. In dieser ehemaligen Wassermühle wurde bis 1995 noch gearbeitet. Sie war lange Zeit für die LPG Zossen und nach der Wende für die Agrargenossenschaft Köckritz der Mischfutterhersteller. 1999 wurde dann die Arbeit eingestellt.
Das ehemalige Kloster des  Ortes wird von einem Künstlerehepaar genutzt. Vieles gibt es inzwischen in Mildenfurth wieder zu entdecken: Geschichte, Kunst, Natur-Exkursionen, Radwanderungen und individuelle Besuche.

## Persönlichkeiten
- Volkmar Kühn (1942- ), Bildhauer